# 김영규 (1962년)
김영규(한국 한자: 金泳奎, 1962년 3월 1일 ~ )는 대한민국의 전 축구 선수이며, 포지션은 미드필더였다.

## 클럽 경력
1985시즌을 앞두고 유공 코끼리에 입단하면서 프로 커리어를 시작했다.